# Zemětřesení v Antiochii (115)
K zemětřesení v Antiochii došlo v noci 13. prosince 115. Zemětřesení, které zdevastovalo Antiochii a okolní oblasti, zabilo asi 260 000 lidí a vyvolalo tsunami, které zničilo přístav ve městě Caesarea Maritima. V důsledku zemětřesení byl zabit římský konzul Marcus Pedo Vergilianus. Římský císař Traianus, který vedl tažení proti Parthské říši, a jeho budoucí nástupce Hadrianus utrpěli lehká zranění.
Obnovu Antiochie zahájil císař Traianus, ale dokončil ji zřejmě až jeho nástupce Hadrianus.